# Anne Boonchuy
Anne Savisa Boonchuy ( /sɑːviːsɑː buːntʃɔɪ/ sah-VEE-sah-_-BOON-choy ; Tailandês : แอนน์ สาวิสา บุญช่วย) é a principal protagonista da série animada do Disney Channel Amphibia . Dublada por Brenda Song e criado por Matt Braly, a personagem fez sua estréia no piloto, " Anne or Beast? " e sua última aparição no episódio final da série, " The Hardest Thing ". Anne é uma adolescente humana tailandesa-americana que, em seu aniversário de 13 anos, é magicamente transportada para Amphibia ao lado de suas amigas Sasha e Marcy por uma misteriosa caixa de música conhecida como Calamity Box. Após sua chegada, uma família antropomórfica de rãs chamada Plantars a encontra e com o tempo eles formam um vínculo. Ela também é descoberta pela cidade de Wartwood, que relutantemente a deixa ficar com eles.
Anne foi aclamada quase universalmente por críticos e fãs do programa, que elogiaram seu personagem geral, o desempenho de Song e sua evolução ao longo da série.

## Biografia de personagem fictício

### Fundo
Anne morava com seus pais em Los Angeles, Califórnia e era a melhor amiga de duas garotas chamadas Sasha Waybright e Marcy Wu. Em seu aniversário de 13 anos, ela é pressionada a roubar uma misteriosa caixa de música que magicamente transporta ela e suas amigas, Sasha e Marcy para o mundo de Amphibia, uma ilha tropical pantanosa cheia de anfíbios antropomórficos e criaturas ameaçadoras, onde eles são separados. de um para o outro.

### Primeira temporada
Depois de viver na selva por duas semanas, ela é encontrada por Sprig Plantar e rapidamente faz amizade com ele. Ela é descoberta pelo resto dos Plantars e pela cidade de Wartwood, que relutantemente a deixa ficar com eles. Embora um pouco angustiada em torno dos Plantars no início, ela percebe que eles querem cuidar dela e faz o possível para agradá-los, especialmente Sprig, com quem ela tem muito em comum. Ela mora em seu porão, que é propenso a inundações. Com o tempo, Anne cresce para amar a família como se fosse sua e não deseja que nenhum mal aconteça a eles, Enquanto os cidadãos de Wartwood zombam dela abertamente no início, eles lentamente se apegam a ela e a aceitam como uma deles depois que ela os protege dos sapos coletores de dívidas que o prefeito havia enganado. Depois que os cidadãos de Wartwood fazem uma festa para ela, Anne se reúne com Sasha, que ela descobre que está aliada aos Guerreiros Sapos. Anne finalmente percebe que Sasha a manipulou ao longo de sua amizade e é forçada a lutar contra ela. Eles se separam depois, com Anne ficando perturbada por perdê-la, mas prometendo consertar as coisas com ela no futuro.

### Segunda temporada
Anne e os Plantars saem de Wartwood para encontrar respostas sobre como Anne veio para Amphibia e como ela pode voltar a seu mundo. Eles chegam em Newtopia, onde Anne está alegremente reunida com Marcy. Ela inicialmente a protegia devido à sua falta de jeito, mas logo aceitou que ela pode cuidar de si mesma. Anne é mostrada com um pouco de ciúmes da inteligência de Marcy, mas percebeu que ela era melhor em ser socialmente interativa do que a amiga. Enquanto em Newtopia, Anne enfrenta o fato de que ela sente falta de sua mãe acima de tudo e que ela gostaria de estar com ela mais do que qualquer coisa no mundo. Juntamente com Marcy, elas aceitam que, apesar de ela se importar genuinamente com eles, Sasha sempre os menosprezou até certo ponto. No entanto, elas vão recuperá-la independentemente. Ao descobrir que a Calamity Box perdeu seu poder e precisa ser recarregada (foi deixada em Wartwood), Anne fica solene ao deixar os Plantars, e ao ver isso Marcy a deixa voltar com eles para que eles possam recuperar a caixa juntos e se encontrarem no primeiro templo. Ao retornar a Wartwood, Anne revela que é praticante de Muay Thai, devido à insistência de sua mãe. [24] Ela descobre sobre Hop Pop ter mentido para ela sobre a Calamity Box e fica irritada. Quando ela descobre que os medos de Hop Pop estão relacionados à morte dos pais de Sprig e Polly, ela o perdoa, mas admite que precisa de tempo para si mesma. Mais tarde, ela completa com sucesso o segundo templo, não apenas admitindo ser desonesta, como mentir sobre roubar a Caixa da Calamidade, mas também provando sua coragem diante do perigo. No entanto, ela carrega apenas parcialmente sua gema, pois o tom azul em seus olhos não foi totalmente filtrado e sua gema começa a piscar. Depois, ela se reúne com Sasha, embora relutantemente aceite sua ajuda com o terceiro templo. Quando Anne descobre as verdadeiras intenções de Andrias com a Calamity Box, ela fica determinada a detê-lo e libera sua energia azul inerte que permite que ela revide. Ela volta para casa em Los Angeles, junto com os Plantars e o chefe de Frobo.

### Terceira temporada
Anne está alegremente reunida com seus pais e os apresenta aos Plantars. Seus pais notam que ela amadureceu significativamente e mostra uma melhor apreciação pelas coisas que fazem por ela. Ela até muda seu traje ao retornar à Terra. Ao tentar afastar um Cloak-Bot que foi enviado atrás dela por Andrias, Anne percebe que ela ainda tem a energia da gema azul dentro dela, embora ela tenha decidido não usá-la, pois a deixa cansada. Ela finalmente confessa a seus pais por que e como ela voltou e enquanto eles estão chateados com ela por esconder informações deles, eles percebem que ela estava tentando protegê-los e aos Plantars. Em "Froggy Little Christmas", Anne escreve anonimamente uma carta para os pais de Marcy e Sasha prometendo levá-los para casa em segurança.
Depois de vestir uma roupa semelhante ao que ela usava quando chegou em Amphibia, Anne finalmente faz as pazes com o fato de que ela deixará seus pais novamente para voltar para Amphibia. Ao retornar, ela e os Plantars encontram Amphibia em ruínas. Ela felizmente se reúne com Sasha. Apesar de sua insistência em assumir a resistência contra Andrias, Anne revela que agora tem fé nela para fazer a coisa certa. Ela ajuda a derrubar uma das fábricas. Depois, percebeu-se que um de seus sapatos foi perdido em um incidente anterior com um poço de areia movediça. Anne mais tarde aceita o fato de que ela e Sasha podem ter influenciado diretamente as ações de Marcy que as enviaram para Amphibia, mas aprende a perdoá-la como ela havia feito com Sasha e Hop Pop. Finalmente sabendo quem ela é e o que ela quer fazer, Anne luta contra Andrias e o derrota enquanto também liberta Marcy. Ela retorna a Amphibia para anunciar a vitória da Resistência, apenas para testemunhar a lua caindo em direção a eles.
Percebendo que a lua está caindo por causa do Núcleo, Anne, Sasha e Marcy são imbuídas dos poderes das gemas para empurrá-la de volta. Incapaz de fazer isso, Anne absorve todos os poderes das gemas e destrói a lua e o Núcleo, mas perde sua vida no processo. Ela encontra a Gem Guardian que oferece que ela a substitua como a nova guardiã, mas ela recusa porque ainda é uma adolescente e não tem a sabedoria de vigiar o universo. A entidade concorda e revive Anne, onde ela se reúne alegremente com seus amigos. Ela tem um último adeus com os Plantars antes de voltar para casa ao lado de Sasha e Marcy. Dez anos depois, Anne se tornou herpetóloga e trabalha no Aquário do Pacífico, onde cuida de um sapo chamado Sprig.

## Criação

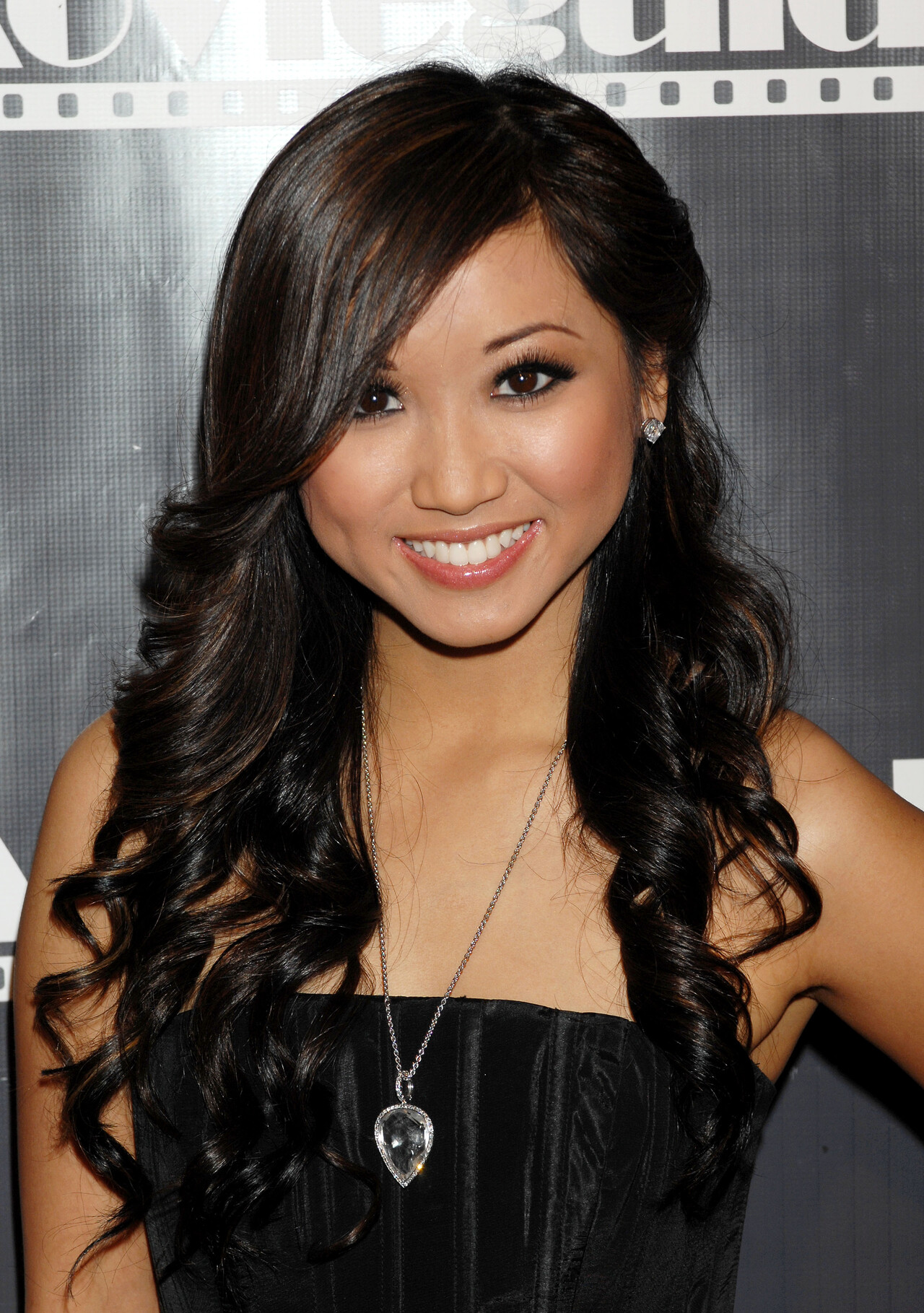
Brenda Song dublou Anne na série

De acordo com Matt Braly, ele queria que Anne tivesse um arco semelhante ao personagem de Gravity Falls, Pacifica Northwest, pois sentiu que "ter essa mudança de personagem tão drasticamente foi tão gratificante, e é por isso que [ele] sabia que queria [sua] próprio show para ter um pouco desse elemento também". Anne, junto com suas melhores amigas, Sasha e Marcy, tinham originalmente quinze anos porque queriam que a série tivesse uma sensação de colegial, mas tinham treze anos para atrair o público-alvo da série; por isso, muitas vezes o trio realiza ações mais parecidas com estudantes do ensino médio, como dirigir e ter empregos de meio período. Matt Braly revelou em um AMA que o design de Anne foi levemente influenciado por Pepper Ann, já que Braly era fã da série.
A arte conceitual inicial de James Turner mostrava Anne com um tom de pele mais claro, cabelo azul e roupas casuais desde o início. Mais tarde, a arte conceitual de Joe Sparrow mostrou que Anne teria um penteado muito mais áspero e uma personalidade mais chata na Terra. Ela também mostrou estar vestindo muitos estilos de roupas, incluindo uma jaqueta SJMS e uma camisa mais longa. No piloto do programa, Amphibiland, Anne originalmente usaria ambos os sapatos (o outro estava quebrado) ao ser transportado para Amphibia. A personagem original de Anne foi originalmente imaginada como uma pessoa chata na Terra, antes de ser reinventada pela tripulação.
Em 27 de março de 2019, foi revelado que Brenda Song estrelaria a série como a voz de Anne. De acordo com Braly, Song improvisou várias piadas durante a gravação.

### Representação tailandesa
Anne é mais conhecida por ser a primeira protagonista tailandesa-americana em um programa de animação. Braly, que também é tailandês-americano, escolheu torná-la tailandesa-americana porque queria mais personagens tailandeses nas séries de televisão. De acordo com Braly, Anne foi vagamente inspirada por sua avó quando ela era jovem. Ele descreveu Anne sendo tailandesa-americana como "uma prioridade número um", pois queria que as crianças tailandesas-americanas se vissem refletidas na televisão. A terceira temporada, que se passa na Terra, mergulha ainda mais na herança tailandesa de Anne, incluindo um episódio ambientado em um templo Wat Thai em Los Angeles. Braly descreveu a representação do templo no episódio como "bastante precisa", pois é importante para ele representar a cultura tailandesa com precisão.
O sobrenome de Anne, Boonchuy (em tailandês: บุญช่วย), se traduz aproximadamente como "aquele que incentiva ou realiza boas ações". Isso se encaixa em seu personagem, pois ela sempre tenta ajudar o povo de Wartwood e melhorar a si mesma. Seu nome do meio, Savisa, é o nome da prima de Braly, Savisa Bhumiratana.

## Personagem

### Projeto
Anne é uma garota alta e esbelta de ascendência tailandesa. Ela tem pele bronzeada e cabelo castanho curto e bagunçado que, antes de vir para Amphibia, parecia relativamente o mesmo. Tem folhas e um galho saindo no topo como um sinal de que ela viveu lá por muito tempo. Depois de retornar à terra, ela se livrou de todas as folhas e galhos, mas recebeu novas logo após retornar.
Anne geralmente usa seu uniforme escolar que consiste em uma saia e uma camiseta malva e uma camisa cinza-azulada clara com o brasão de sua escola. Ela usa meias brancas, mas apenas um tênis amarelo e branco, tendo perdido o outro algum tempo antes de conhecer os Plantars; o outro tênis está agora na posse do Capitão Grime.

### Personalidade
Anne é descrita como destemida, egocêntrica e rebelde, como mostrado no segundo segmento do primeiro episódio, onde ela e Sprig desafiam as ordens de Hop Pop de ficar quietos e, em vez disso, ir ao lago para nadar. Anne é mostrada como tendo um lado maluco; um bom exemplo são suas interações com Sprig e qualquer outra pessoa de quem ela seja muito próxima. Ela também é muito enérgica, o que a colocou dentro e fora de problemas. Anne começou como uma garota um pouco vaidosa que, no entanto, abraçou suas raízes étnicas. Anne é uma entusiasta da cultura pop, sendo apaixonada por filmes e programas de TV para jovens adultos. Como a maioria dos adolescentes, Anne é obcecada por seu telefone, muitas vezes assistindo a programas e jogando nele. Apesar de sua imprudência, Anne muitas vezes pode dar bons conselhos. Isso é visto em "Grubhog Day", onde ela aconselha Sprig a dizer a Hop Pop que ele não quer cuidar do grubhog, e "Cursed!", onde ela diz a Sprig para romper seu noivado com Maddie devido a seu medo dela.
Ao longo da primeira temporada, Anne exibe crises de saudade e compartilha seus hobbies com os Plantars, como seu amor por pizza, seu gato de estimação Domino, seus hábitos de TV, sua obsessão por casais., suas habilidades de restaurateur e suas proezas de dança.
De acordo com Matt Braly, Anne lê mangá, “[provavelmente viu] anime ”, e assistiu O Senhor dos Anéis . Isso é ainda mais explorado no episódio "Trip to the Archives", onde Anne grita "Zoobooks e mangá, aqui vou eu!" .

## Recepção
A personagem de Anne e o desempenho de Song receberam uma forte recepção positiva de ambos os críticos e fãs do programa. Pio Nepomuceno do ScreenRant listou-a como uma das melhores personagens de Amphibia, afirmando que "como muitas histórias de amadurecimento, Anne começou como uma adolescente gentil e irresponsável que estava ansiosa para agradar seus amigos, mesmo às suas próprias custas".

## Outras mídias
Uma imagem de Anne pode ser vista no episódio King's Tide de The Owl House no final, quando Camila Noceda está cozinhando com seu tablet aberto em um artigo que diz "Garota perdida na terra dos sapos? ? FARSA? ?" .
Mais tarde, ela apareceria na forma Chibi na série animada baseada nos curtas "Chibi Tiny Tales", Chibiverse.